# 大虫神社 (越前市)
大虫神社（おおむしじんじゃ）は、福井県越前市大虫町にある神社である。式内社（名神大）で、旧社格は県社。
天津日高彦火火出見命を祭神とする。

## 歴史
社伝によれば、崇神天皇7年、南越地方を平定・開拓した天津日高彦火火出見命の霊を鬼ヶ嶽の山頂に祀ったのに始まると伝える。垂仁天皇の時代にイナゴが大発生したが、当社に祈願した所たちまちイナゴは退散した。天皇はこれを喜び、当社を大虫神社と称し、山頂から現在地に遷座したという。
国史での初見は、『続日本紀』宝亀11年（780年）12月14日条の、越前国丹生郡大虫神ほかに従五位下の神階を授けるという記述である。天徳3年（959年）には最高位の正一位まで昇った。延喜式神名帳には「越前国丹生郡 大虫神社」と記載され、越前国で2社だけの名神大社に列している。
天正4年（1576年）、柴田勝家によって社殿が焼かれたが、神体・神宝は鬼ヶ嶽山頂に移され無事であった。その後、豊臣秀吉によって再建された。天正11年（1583年）、式内社の小虫神社・雨夜神社・雷神社を当社に合祀した。ただし、後二者については比定社がほかにもある。
宮司は創建より社家である岡野家が勤めるとされており、信頼できる文献などで確認される範疇でも、遅くとも南北朝時代以降は岡野家が代々宮司を勤めてきたことが確認される。柴田勝家との戦いでは一部の岡野家の者が柴田側に処刑されたが以降も社家は継続しており、現在の宮司・岡野吉則は、伝承の時代を含めると100代目の宮司となる。江戸時代には同家の次男以下数名の者が、播州赤穂藩に取り立てられ武士となっており、赤穂事件の47士の内岡野金右衛門父子およびその縁戚の大高源五は、この社家から出た者の子孫である。

## 施設
平安時代に作られた木造男神坐像2躯（それぞれ伝天津日高日子穂穂出見命(天津日高彦火火出見命像)、塩土尊像
と伝わる）が国の重要文化財に指定されている。社殿の横に、大きな岩が神体とする大岩神社（お岩さま）が祀られている。鬼ヶ嶽山頂に当社の奥社がある。境内には「石神の湧水」という湧水が引かれているが、1994年まで地区の上水道に使用されていたものである。

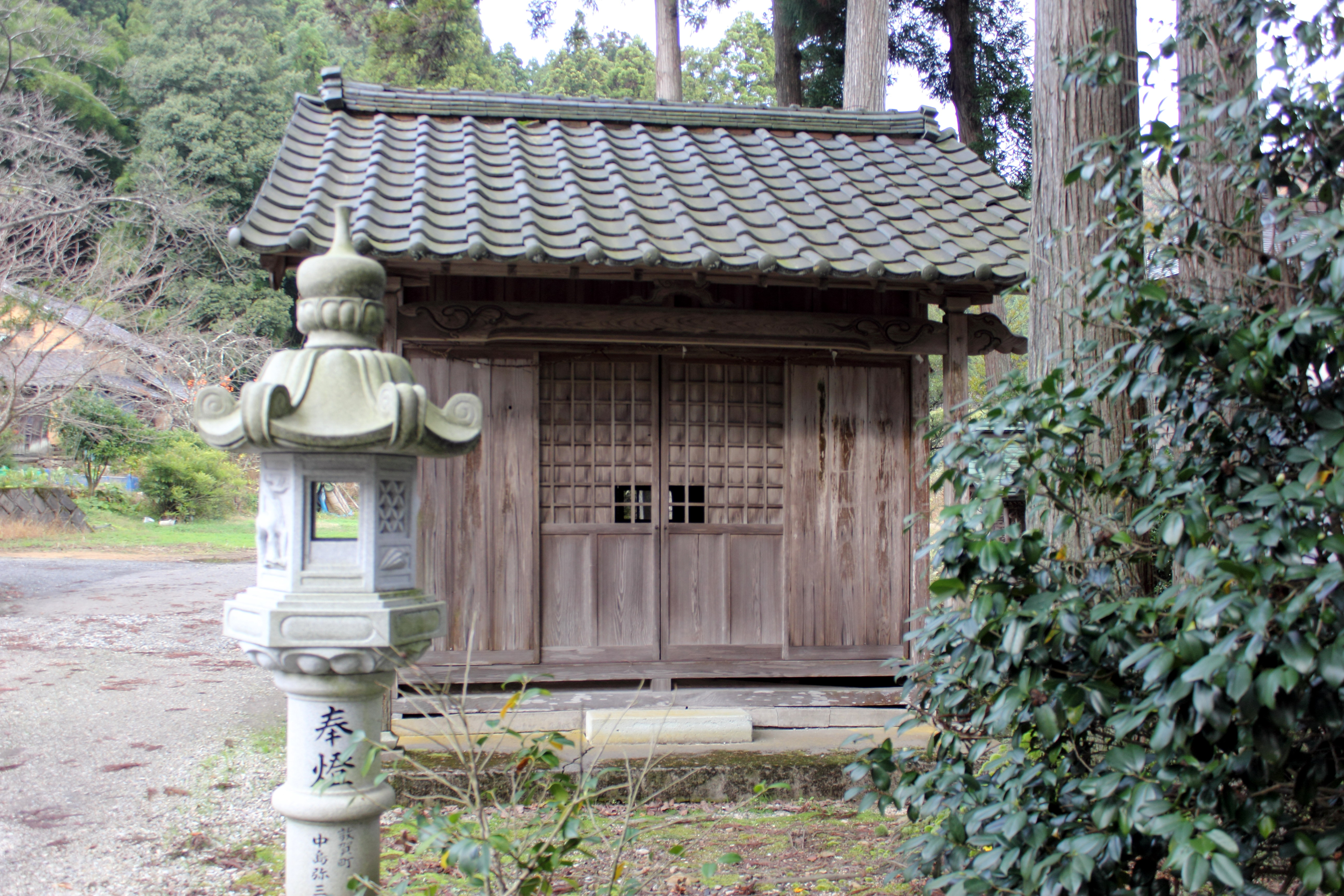
大岩神社
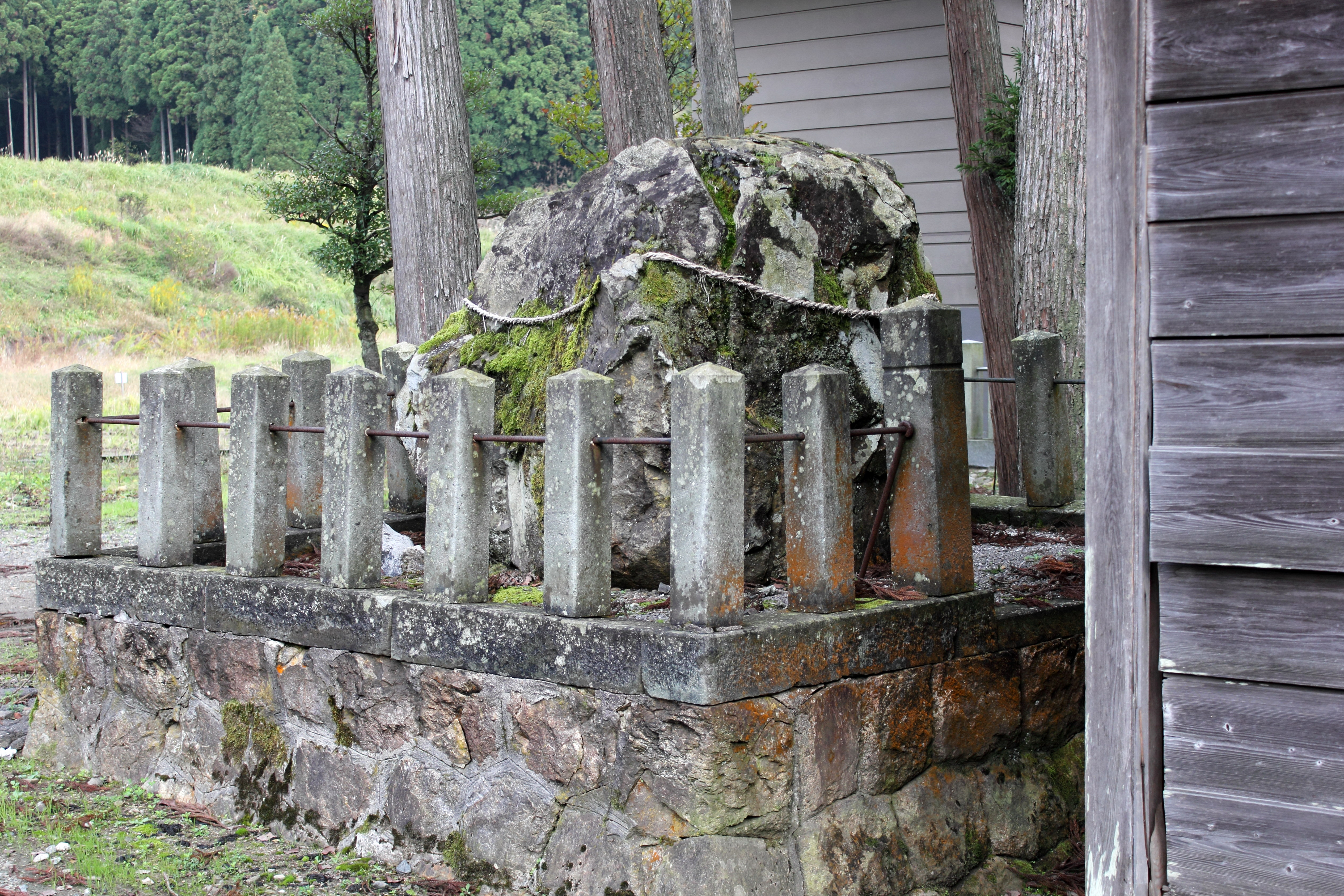
大岩神社のご神体（お岩さま）
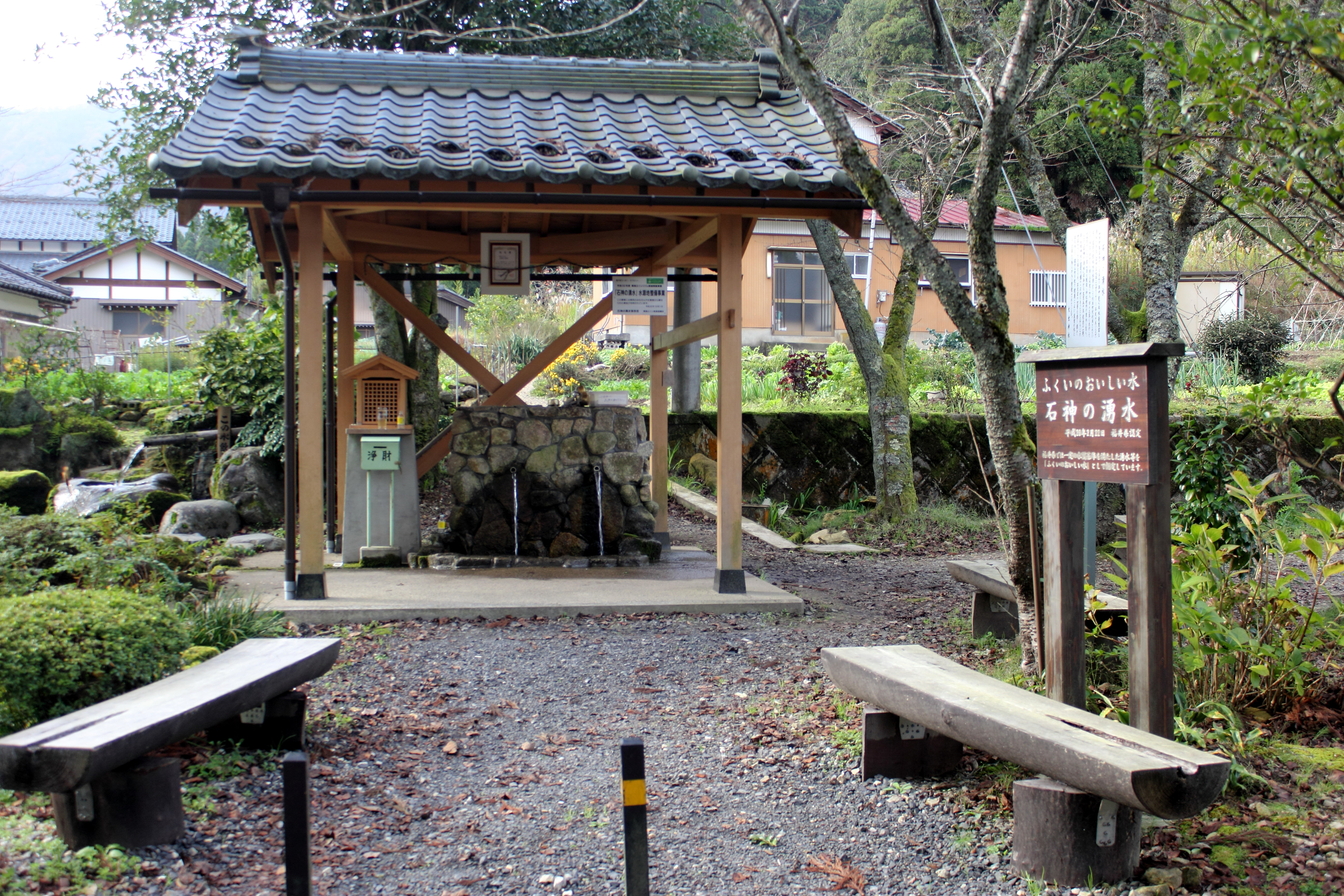
石神の湧水

## 祭事
8月15日には、松明を手に鬼ヶ嶽を登る「鬼ヶ嶽火祭り」が行われる。

## 文化財

### 重要文化財（国指定）
- 木造男神坐像（伝天津日高日子穂穂出見命）[1][3]
- 木造男神坐像（伝塩椎神）[2][3]

## 宮橋
大虫神社の境内を流れる大虫川に架かる石造単アーチ橋で「大虫神社の眼鏡橋」と呼ばれている。橋長7.9m、幅員3.1mで凍結や雪害に耐えられる石として大虫町内の石小坂地係で採石した石を用い、7年かかって施工され、1919年（大正8年）に完成。2001年（平成13年）に国の登録有形文化財に登録。

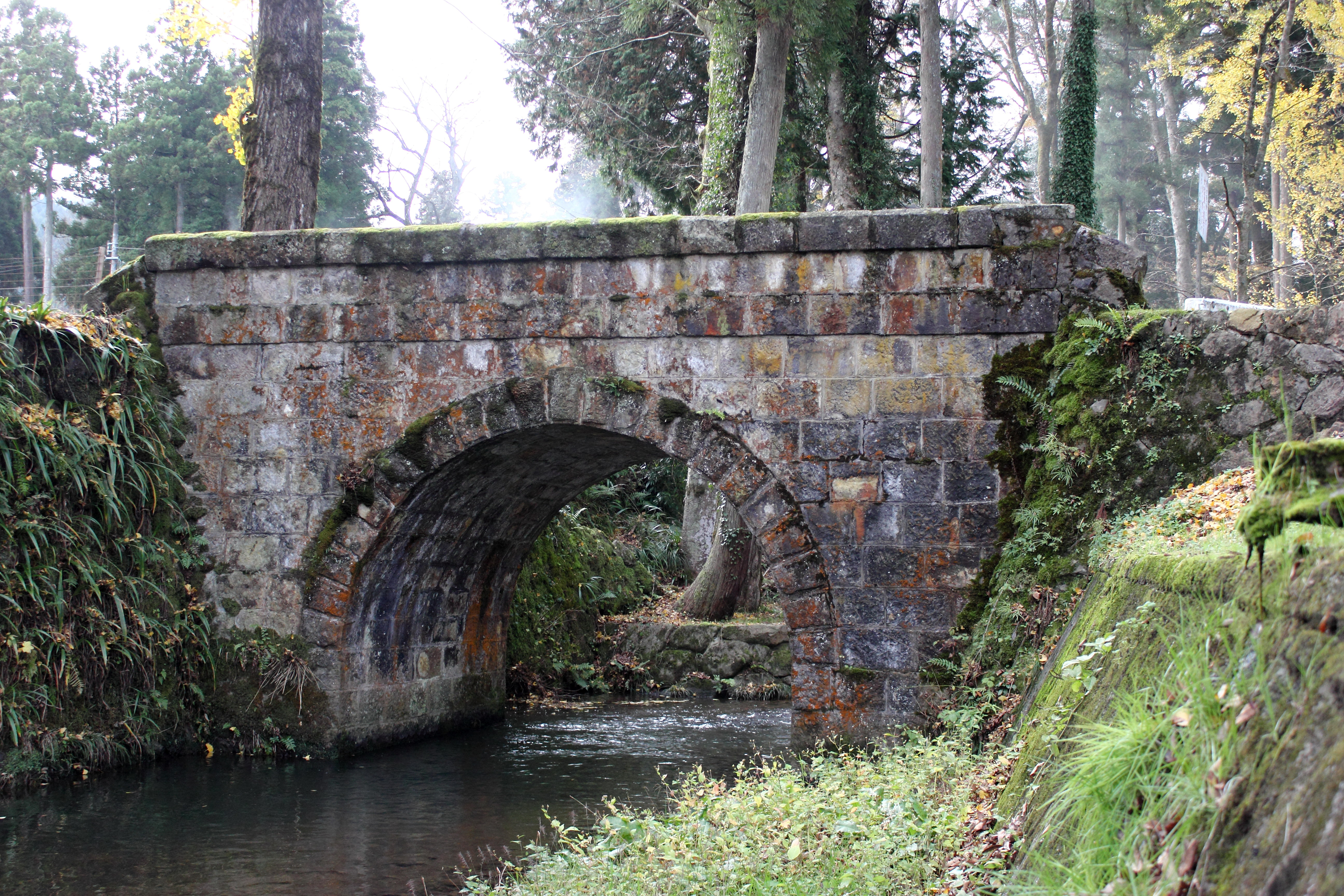
大虫神社の宮橋（下流側より）
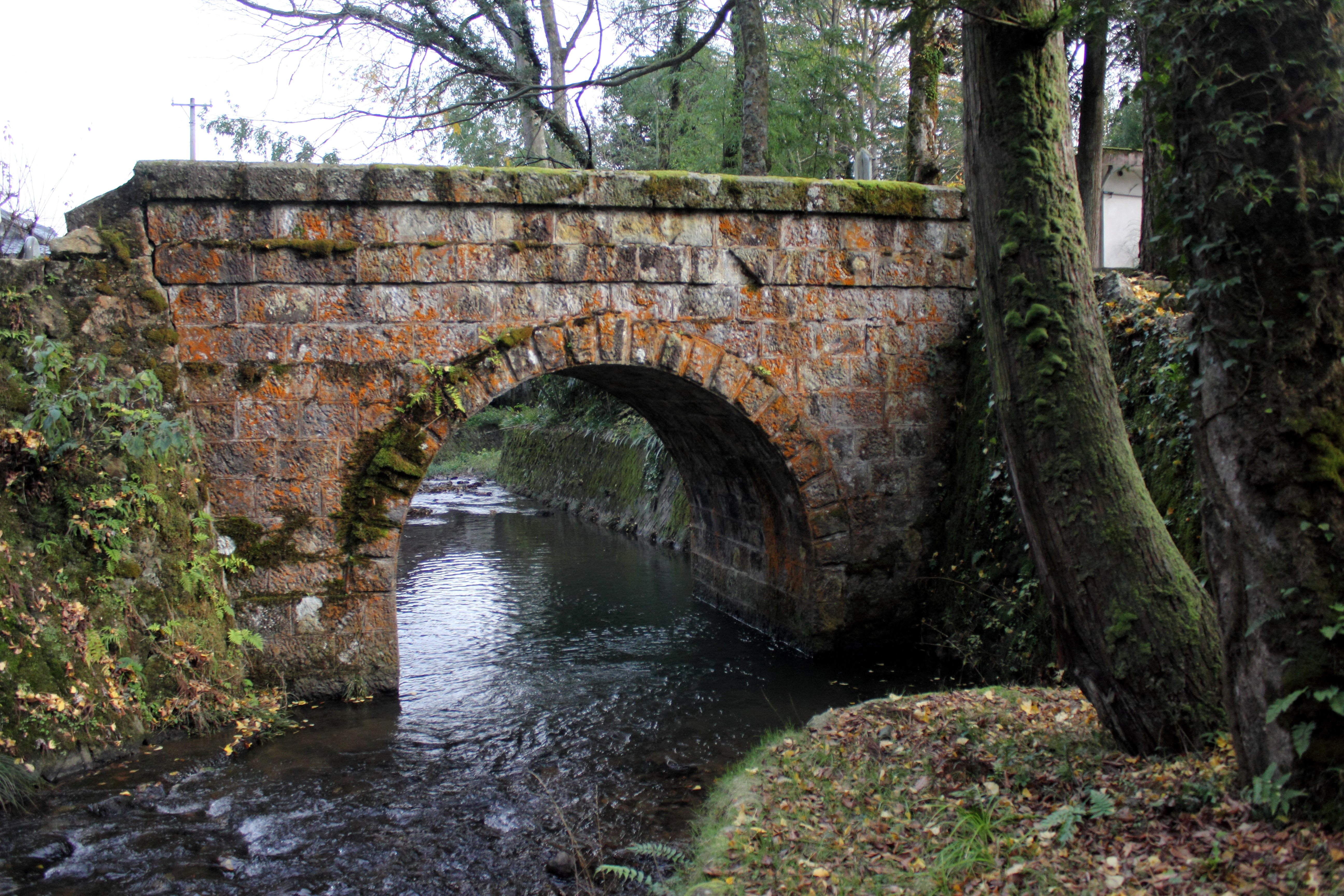
大虫神社の宮橋（上流側より）
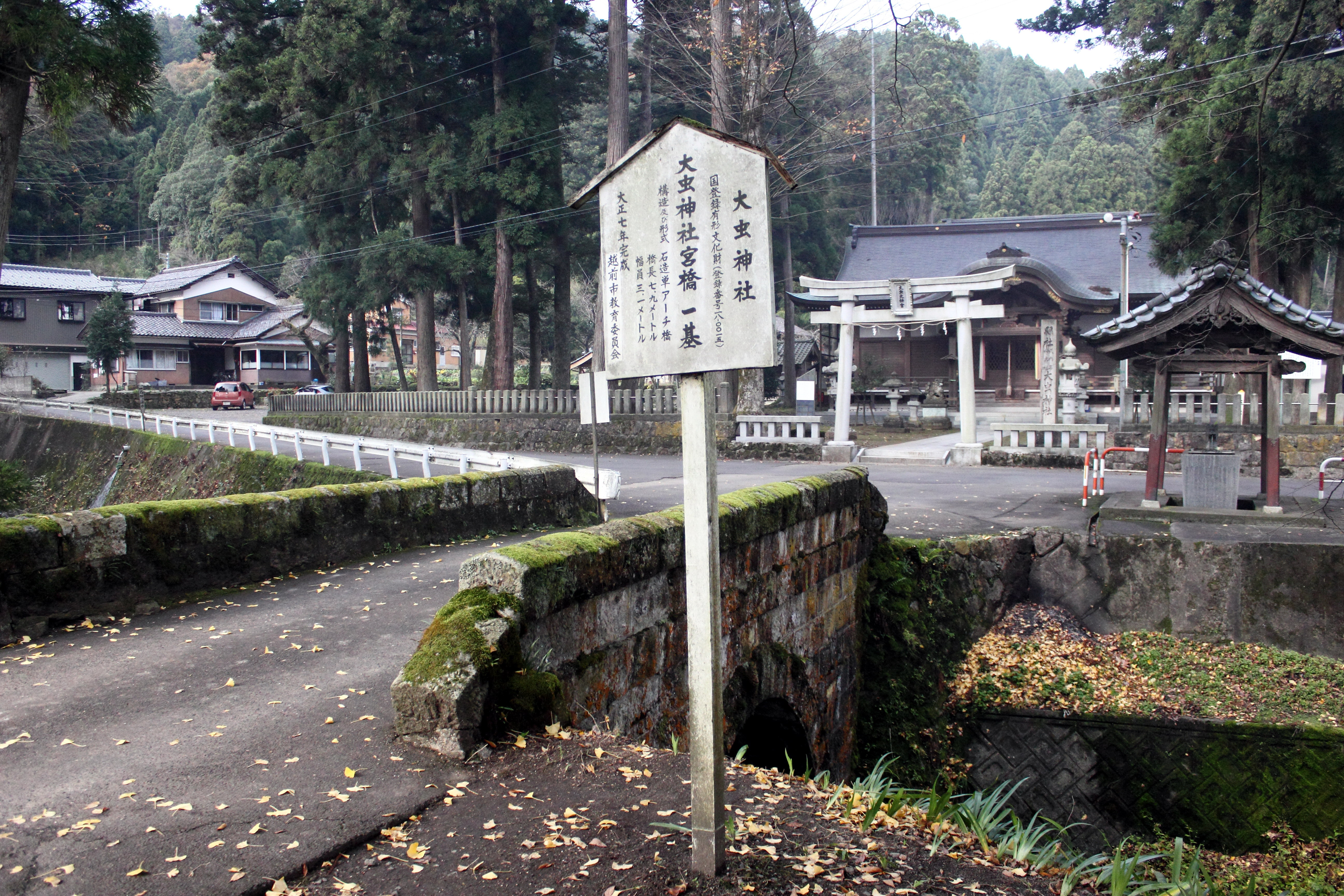
大虫神社の宮橋（上面）